# Albrecht Fleckenstein
Albrecht Fleckenstein (3 de marzo de 1917 – 4 de abril de 1992) fue un farmacólogo y fisiólogo alemán conocido por su descubrimiento de los bloqueadores de los canales de calcio.

## Vida y carrera
Albrecht Fleckenstein nació el 3 de marzo de 1917 en Aschaffenburg, Alemania. Estudió medicina en Wurzburgo y Viena. En 1964, Fleckenstein publicó la acción inhibitoria de la prenilamina y el verapamilo sobre el proceso fisiológico de la excitación-contracción. Esto contribuyó a su descubrimiento de los antagonistas de calcio en 1967.

## Premios
En 1986, Fleckenstein recibió el premio Ernst Jung otorgado anualmente a la excelencia en ciencias biomédicas. En 1991, también recibió el Premio Mundial de Ciencias Albert Einstein.